# Златка Асенова
Златка Асенова Доросиева-Георгиева, по-известна като Златка Асенова, е българска скулпторка.

## Биография
Родена е на 15 февруари 1922 г. в град Видин. През 1945 г. завършва Художествената академия със специалност „Скулптура“ в класа на Иван Лазаров. Нейно дело са различни монументални скулптури в Брегово, Видин, Добрич, Паничерево, Септември и други населени места. Награждавана е от национални и международни конкурси. Нейни творби са притежание на Софийската градска художествена галерия.